# Aleatico

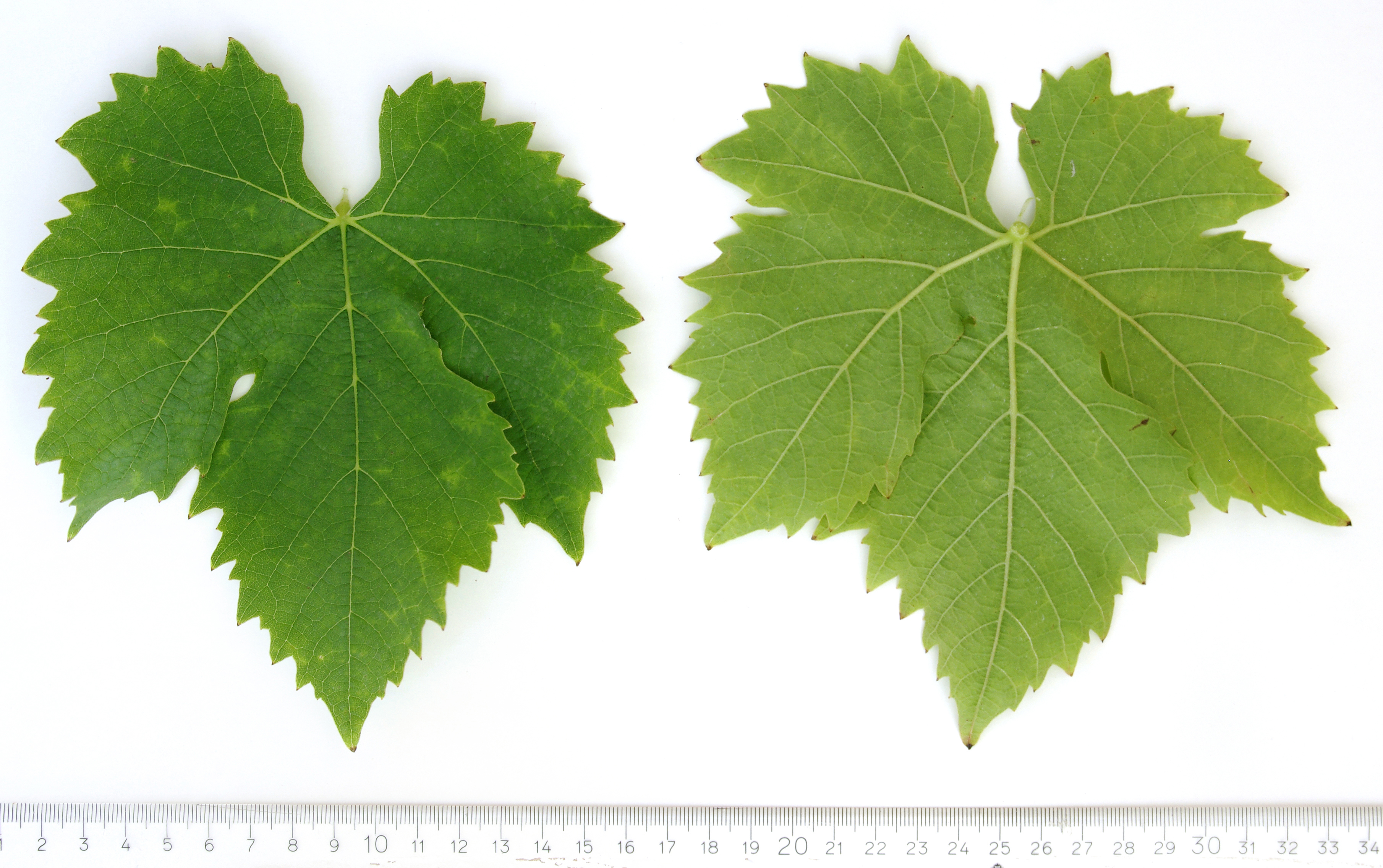
Blatt der Rebsorte Aleatico

Aleatico ist eine Rotweinsorte. Wegen ihres feinen Muskatgeschmacks wird vermutet, dass es sich, obwohl sie rot ist, um eine Mutation der Gelben Muskateller-Rebe handelt. Typischerweise werden aus ihr Süßweine hergestellt, oft auch gespritete Weine.
Anbaugebiete gibt es vor allem in den italienischen Regionen Piemont, Toskana, Latium, Apulien, Kampanien und Basilikata sowie auf den Inseln Elba und Korsika. Außerdem wird sie in Australien, Chile, Kalifornien, Kasachstan und Usbekistan kultiviert. Aleatico ist eine Varietät der Edlen Weinrebe (Vitis vinifera). Sie besitzt zwittrige Blüten und ist somit selbstfruchtend. Beim Weinbau wird der ökonomische Nachteil vermieden, keinen Ertrag liefernde, männliche Pflanzen anbauen zu müssen.
Die Weine der Aleatico-Rebe finden Eingang in den DOCG-Wein Elba Aleatico Passito sowie in die DOC-Weine Aleatico di Gradoli, Aleatico di Puglia, Gioia del Colle (Wein), Lago di Corbara und Salice Salentino.

## Synonyme
Aleatico ist auch unter 95 weiteren Namen bekannt: Aglianico Dolce, Aglianico Nero, Agliano, Agliatico, Aleatiau, Aleatica, Aleatica di Firenze, Aleatichina, Aleatico 81, Aleatico 83, Aleatico Ceragino, Aleatico Ciliegino, Aleatico Comune, Aleatico de Corse, Aleatico de Florence, Aleatico de Solmona, Aleatico dell’Elba, Aleatico di Altamura, Aleatico di Benevento, Aleatico di Firenze, Aleatico di Portoferraio, Aleatico di Solmona, Aleatico di Sulmona, Aleatico di Toscana, Aleatico Gentile, Aleatico Nera, Aleatico Nera della Toscana, Aleatico Nero, Aleatico Nero della Toscana, Aleatico Nero di Fermo, Aleatico Nero di Firenze, Aleatico Perugino, Aleaticu, Aleatiko, Aleatiko Nero, Alegatico, Aliatico, Aliatico degli Abruzzi, Aliatico di Benevento, Aliaticu, Alleaticu, Allianico, Allianico degli Abruzzi, Blacan, Bogay Blauer, Bogvay, Bogvay Kek, Bogvay Szagos, Fekete Bogvay, Halaper, Halaper Muscat Traube, Halapi, Halapi Fekete, Halapi Kek, Halapi Muskotaly, Halapi Szagos, Ispanskii Rozovyi, Lacrima Christi, Lakrima Dolche, Lakrima Kriati, Leatico, Liatica, Liatico, Livatica, Malva, Mockatele Livatike, Moscatel Negro de Grano Mediano, Moscatele Livatice, Moscatelle Livatiche, Moscatello Livatische, Moscatello Nero, Moscato Antico, Moscato Nero, Moskatele Livatike, Muscat de Halap, Muscatellus, Muscattraube Halaper, Muskat Toskanski, Muskat Toskanskij, Occhio di Pernice, Occhio di Pernice Nera, Ogliatico, Pelaverde, Rossanella, Szagos Halapi, Szagos Kadarka, Uva Aleatica, Uva Antica Nera, Uva dei Gesuiti, Uva Liatica, Uva Liatico, Uva Liatika, Vernaccia di Pergola, Vernaccia Moscatella, Vernaccia Pergola.

## Prosa
Ludwig Tieck lässt in seiner Novelle „Die Gemälde“ den alten Maler und Weinkenner Eulenböck den Aleatico folgendermaßen preisen:

„Nun so kostet denn, Freunde, und versteht mich! Aber nicht konnt ich dich aufsetzen, dich König aller Weine, dich rosenrötlicher Aleatico, Blume und Ausbund alles Weingeistes, Milch und Wein, Blume und Süße, Feuer und Milde zugleich! Diesen Wundergesellen trinkt, kostet, nippt und züngelt man nicht; sondern dem Beseligten erschließt sich ein neues Organ, das sich dem Unkundigen und Nüchternen nicht beschreiben läßt.“